# Софі Едінґтон
Софі Едінґтон (англ. Sophie Edington, 12 грудня 1984) — австралійська плавчиня.
Учасниця Олімпійських Ігор 2008 року.
Чемпіонка світу з водних видів спорту 2005 року.
Чемпіонка світу з плавання на короткій воді 2004, 2006 років.
Переможниця Пантихоокеанського чемпіонату з плавання 2010 року.
Переможниця Ігор Співдружності 2006, 2010 років.